# جوردن غروس
جوردن غروس (بالإنجليزية: Jordan Gross)‏ هو لاعب كرة قدم أمريكية أمريكي، ولد في 20 يوليو 1980 في نامبا في الولايات المتحدة.

## وصلات خارجية
- جوردن غروس على موقع مرجع كرة القدم المحترفة.كوم (الإنجليزية)